# Sonny ve velkém světě
Sonny ve velkém světě (v anglickém originále Sonny With a Chance) je seriál z produkce Disney Channel. Autorem je Steve Marmel. Seriál je o zážitcích teenagerky Sonny Munroe, která se stala součástí sitcomu Náhody (So Random!).
V Americe se seriál začal vysílat 8. února 2009. V červnu 2009 bylo oznámeno, že seriál bude mít 2. sérii, jejíž filmování začne v listopadu 2009. První díl druhé série měl premiéru 14. března 2010 a nyní se nová epizoda vysílá každý nedělní podvečer. Sonny ve velkém světě je první seriál z produkce Disney Channel Original Series, který je vysílán ve vysokém rozlišení. Na českém Disney Channel měla 1. série premiéru 5. prosince 2009 a 2. série 11. 9. 2010.

## Hlavní postavy
- Demi Lovato – Allison "Sonny" Munroe. Sonny je zábavná, "obyčejná" wisconsinská holka jak říká, Sonny se narodila 15. 5. ve Wisconsinu a má mámu Connie a jejího tátu jsme v seriálu nikdy neviděli ale podle informací se má jmenovat Joseph.
- Tiffany Thornton – Tawni Hart. Tawni je nejúspěšnější členka seriálu Náhod. Je krásná a zlomyslná. Tawni se narodila v Hollywoodu a už jako dítě účinkovala ve známých americkým show. Narodila se 7. 6.
- Sterling Knight – Chad Dylan Cooper. Chad je slavný a namyšlený herec ze seriálu MacKenzieho Vodopády a taky úhlavní nepřítel Náhod (Tawni, Gradyho, Nica atd.) ale v 2.sezóně začne chodit se Sonny ale po několikati rozchodech nastane ten závěrečný. Chada nezajímá nic jiného než je on sám a v jednom rozhovoru řekl že kdyby hořelo tak mi vzal sebe a utíkal by.
- Doug Brochu – Grady Mitchell. Grady je herec ze seriálu Náhod. Je to nejlepší kamarád Nica se kterým vymýšlejí podivné a bláznivé nápady. Grady dokáže sníst 5 talířů jídla za 3 minuty.
- Brandon Mychal Smith – Nico Harris. Nico je milovník holek. Snaží se okouzlit jak se říká "každou roštěnku na rohu". Nico je nejlepší kamarád Gradyho! Má narozeniny 7. 12.
- Allisyn Ashley Arm – Zora Lancaster. Zora je nejchytřejší a nejmazanější členka Náhod. Má tajnou skrýš v prvních pár dílech je to sarkofág v Rekvizitárně a potom ventilace v šatně Sonny a Tawni.

## Produkce
Původní pracovní název pro seriál byl Sketchpad! a hlavní hrdinka se původně měla jmenovat Molly Munroe. Později se seriál změnil na Welcome to Mollywood a článek v Tiger Beat uvedl, že Lovato bude hrát v „Mollywoodu“.
Poté se jméno hlavní hrdinky změnilo na Holli a název seriálu se tedy změnil na Welcome to Holliwood. Nakonec se jméno hlavní hrdinky změnilo na Sonny Munroe a seriál se nazval Sonny with a chance (Sonny s příležitostí v česku Sonny ve velkém světě).
Sonny ve velkém světě je vlastně show ze zákulisí seriálu Náhody doplněný skečemi.
Vedoucí producent seriálu Brian Robbins dříve psal skeče na skutečné příběhy dětí do komediálního seriálu „All That“ na Nickelodeon.
První série se začala natáčet dne 15. září 2008 v NBC studiích v Burbanku; druhá série se přestěhovala do Hollywood Center Studios v Hollywoodu v Kalifornii, kde se mimo jiné také natáčí třeba Sladký život na moři, Kouzelníci z Waverly nebo Jonas L.A..

## Soundtrack
Sountrack seriálu Sonny ve velkém světě v Americe vyšel 5. října 2010 prostřednictvím Walt Disney Records.
Hlavním singlem soundtracku je "So Far So Great", který je úvodní znělka k seriálu.

## Vysílání
| Série | Série | Epizody | Začátek vysílání v ČR | Začátek vysílání v USA | Konec vysílání v ČR | Konec vysílání v USA |
| ----- | ----- | ------- | --------------------- | ---------------------- | ------------------- | -------------------- |
|       | 1     | 21      | 5. prosince 2009      | 8. února 2009          | 28. srpna 2010      | 22. listopadu 2010   |
|       | 2     | 26      | 11. září 2010         | 14. března 2010        | 26. červen 2011     | 9. ledna 2011        |